# Meunasah Seukee
Meunasah Seukee is een bestuurslaag in het regentschap Pidie van de provincie Atjeh, Indonesië. Meunasah Seukee telt 309 inwoners (volkstelling 2010).